# Erdogate
Erdogate, ook bekend als de Böhmermannaffaire, was een politieke spanning tussen de Turkse president Recep Tayyip Erdoğan en Europese critici van Erdoğan in 2016.

## Jan Böhmermann
In maart 2016 publiceerde het programma extra 3 een lied getiteld Erdowie, Erdowo, Erdogan (Nederlands: Erdo-hoe, Erdo-waar, Erdogan). Dit lied was kritisch over de schending van mensenrechten in Turkije onder het bewind van Erdoğan. De Turkse overheid reageerde met woede op de publicatie. Als reactie hierop las Böhmermann een kritisch gedicht voor. In dit gedicht noemde Böhmermann Erdoğan een mishandelaar van Koerden en christenen en een geitenneuker. Het beledigen van een buitenlands staatsleider is strafbaar in Duitsland. Böhmermann deed dit bewust, om duidelijk te maken wat het verschil tussen kritiek en Schmähkritik (offensieve kritiek) is. Twintig mensen in Duitsland deden aangifte tegen Jan Böhmermann en ook heeft Erdoğan zelf aangifte gedaan. In de Bondsdag werd gestemd over de mogelijke veroordeling van Böhmermann. De SPD was fel tegen de veroordeling van Böhmermann, evenals veel partijleden van de Bündnis 90/Die Grünen, Die Linke en de FDP. Desondanks werd er voor gestemd.
Onder andere Griekse Minister van Financiën Yanis Varoufakis, burgemeester van Tübingen Boris Palmer, leider van de Piratenpartij Duitsland Bruno Kramm en de Nederlandse komiek Hans Teeuwen spraken zich openlijk uit over hun steun aan Jan Böhmermann. De Duitse bevolking stond ook grotendeels aan de kant van Böhmermann. Een minderheid vond het gedicht ongepast volgens een enquête van YouGov.

## Ebru Umar
In april 2016 deed het Turkse Consulaat in Rotterdam een oproep aan Turkse organisaties om mensen die Erdoğan beledigen aan te geven aan de Turkse overheid. Dit leidde tot grote verontwaardiging. Metrocolumnist Ebru Umar uitte haar kritiek in een artikel in de Metro en op Twitter. Later in april werd Ebru Umar gearresteerd toen ze in Kuşadası in Turkije was. De reden hiervoor was kritiek op Erdoğan. Terwijl ze werd vastgehouden in Turkije werd er bij haar huis in Amsterdam ingebroken en gevandaliseerd. Umar kon later terugkeren naar Nederland.